# Barnafoss
A Barnafoss (vagy másik változatban Bjarnafossar) vízesés Izland nyugati részén található, Reykjavíktól körülbelül 100 kilométernyire. A Hraunfossar vízeséstől fentebb elhelyezkedő vízesés a Hallmundarhraun lávamező 900 méteres tengerszint feletti magasságából lefelé igyekvő vízfolyások egyike mentén található. A Borgarfjordurnál található Hvítá folyón találhatjuk a Barnafoss vízesést. A meredek sziklafalak közé beékelődött sebes sodrású folyószakasz lenyűgöző látványt nyújt.

## A Barnafoss az izlandi mitológiában
Számos izlandi népmese hozható kapcsolatba a Barnafoss vízeséssel. Ezek egyike két kisfiúról szól, akik a közeli Hraunsás farmról jöttek ide, amikor földműves szüleik otthon hagyták őket, mert istentiszteletre mentek. A fiúknak megmondták, hogy maradjanak otthon, de ők unatkoztak otthon, ezért úgy döntöttek, hogy szüleik után erednek. Hogy lerövidítsék az utat, a vízesés felett akkoriban még átívelő természetes kőhíd felé vették az irányt, hogy azon átkelve jussanak el szüleikhez. Amikor megpróbáltak átmászni a kőhídon, akkor mindketten megszédültek és lezuhantak a mélybe és meghaltak. Mikor édesanyjuk hazaért és rájött, hogy mi történt egy varázsigét mormolt el, amely lehetővé tette, hogy senki emberfia többet át ne kelhessen a hídon. A kőhíd egy nem sokkal ezután jött földrengés következtében összeomlott, így váltva valóra a varázsige hatását. A Skjalfandafljot folyón egy másik vízesés is található a közeli elhagyatott Barnafjell farm közelében. A folyó innentől egy szűk 100 méter mély kanyonban folytatja útját. A legendák szerint egy fiatal és bátor ember egyszer a kanyon legszűkebb pontjánál vetette bele magát a vízbe. A hosszabb 0 fok alatti időjárási helyzetek során telente gyakran előfordul, hogy jéghíd keletkezik a folyó felett a sziklafalakra fagyó vízpermet következtében. Ezt a folyamatot időnként kötél kifüggesztésével is elő szokták segíteni. Az így keletkező jéghídon a folyó két ága közt elhelyezkedő Thingey-szigetről szoktak birkanyájakat átterelni. 

## Fordítás
Ez a szócikk részben vagy egészben  a   Barnafossar című angol Wikipédia-szócikk ezen változatának fordításán alapul.  Az eredeti cikk szerkesztőit annak laptörténete sorolja fel. Ez a jelzés csupán a megfogalmazás eredetét és a szerzői jogokat jelzi, nem szolgál a cikkben szereplő információk forrásmegjelöléseként.